# Eois rubicunda
Eois rubicunda är en fjärilsart som beskrevs av Paul Dognin 1912. Eois rubicunda ingår i släktet Eois och familjen mätare. Inga underarter finns listade i Catalogue of Life.